# NGC 6041
NGC 6041 ist eine 13,4 mag helle elliptische Galaxie vom Hubble-Typ E-S0 im Sternbild Herkules und etwa 473 Millionen Lichtjahre von der Milchstraße entfernt. Sie gehört zum Herkules-Superhaufen, bildet zusammen mit dem Nicht-NGC-Objekt PGC 56960 (auch NGC 6041B genannt) eine gravitationell gebundene Doppelgalaxie.
Die Galaxie wurde am 27. Juni 1870 von Édouard Stephan entdeckt.